# Else Halling
Else Halling, född 3 juli 1899 i Øvre Eiker, Buskerud, död 14 februari 1987 i Oslo, var en norsk textilkonstnär och konstpedagog.
Hon var dotter till prästen Johannes Swensen (1863–1920) och Marie Halling (1877–1965) och dotterdotter till Honoratus Halling (1819–1886) samt systerdotter till Sigurd Halling (1866–1938).
Efter avslutad skolgång på hemorten 1915 började hon på Statens håndverks- og kunstindustriskole i Kristiania, där hon studerade för August Eiebakke, Eivind Nielsen och Theodor Wilberg 1917–1921, därefter följde hon undervisningen vid Ninni Stoltenbergs vevskole. Hon genomförde flera studieresor till Sverige, Danmark, Finland, Frankrike och Österrike dessutom vistades hon 1922–1925 i South Dakota i USA, där hon undervisade norskamerikaner i vävteknik. Vid återkomsten till Norge drev hon en privat vävskola i Trondheim 1925–1928 samtidigt som hon ledde kortare och längre vävkurser på olika platser i landet, bland annat i Tromsø och Bodø. Hon var anställd som lärare vid Drammens Husflidsforening 1931–1934 och drev en egen vävskola i Oslo 1936–1940. Därefter började hon som lärare vid Statens kvinnelige industriskole i Oslo där hon var överlärare 1941–1963. Hon var konstnärlig ledare för A/S Norsk Billedvev 1951–1967. Där framställde hon flera stora gobelänger i samarbete med flera av de ledande norska konstnärerna till offentliga lokaler, bland andra Kåre Mikkelsen Jonsborg, Karen Holtsmark, Else Poulsson, Arne Ekeland och Håkon Stenstadvold. Halling hade en dominerade roll i textilkonsten och utvecklingen av utsmyckningskonsten i Norge från 1940-talet. Hon medverkade i tillverkning  av gobelänger till bland annat Oslo Rådhus, Stortinget, Akershus slott, Slottet och en rad av statliga myndigheter. Dessutom arbetade hon med forskning och rekonstruktion av den gamla norska bildvävstekniken, bland annat rekonstruerade hon flera vävnader för Kunstindustrimuseet i Oslo. Halling är representerad med offentliga arbeten vid bland annat Kunstindustrimuseet i Oslo, Oslo rådhus, Haugesund rådhus, Akershus fästning, Golå høyfjellshotell, Hotel Norge i Bergen, Den norske Creditbank, Bergen Bank, Bærum kommune, Grand Hotel i Oslo, Riksdagshuset i Helsingfors, kungiga slottet i Oslo, Namsos kyrka, Kong Haakons kirke i Köpenhamn, Bodø rådhus och norska sjömanskyrkan i Göteborg.